# Korceakivka
Korceakivka (în ucraineană Корчаківка) este localitatea de reședință a comunei Korceakivka din raionul Sumî, regiunea Sumî, Ucraina.

## Demografie
Componența lingvistică a localității Korceakivka
     Ucraineană (93,17%)
     Rusă (6,83%)
Conform recensământului din 2001, majoritatea populației localității Korceakivka era vorbitoare de ucraineană (93,17%), existând în minoritate și vorbitori de rusă (6,83%).